# Rue Fromentin
La rue Fromentin est une rue de la ville de Paris située dans le 9e arrondissement.

## Origine du nom
Elle doit son nom au peintre et écrivain, Eugène Fromentin (1820-1876).

## Historique
Cette voie est ouverte en 1850 sous le nom de « rue Neuve-Fontaine-Saint-Georges,, ».
Par arrêté préfectoral du 16 août 1879, la « rue Neuve-Fontaine » prend le nom de « rue Fromentin ».

## Bâtiments remarquables et lieux de mémoire
- No 5 : atelier d'arts plastiques Rrose Sélavy, ancien atelier de Marcel Duchamp, nommé en mémoire de son personnage féminin fictif.
- No 7 : Maurice Ravel (1875-1937) y résida avec sa famille de 1899 à 1900.
- No 10 : entre 1853 et 1869, l'École de musique Niedermeyer y est installée. Le journaliste, Jules Huret, y habite un temps[4].
- No 14 : le peintre italien Giuseppe Palizzi (1812-1888), eut un atelier à cette adresse aux environs de 1844 jusqu'à sa mort[réf. nécessaire].